# Championnat d'Israël de football 1976-1977
Navigation
Championnat d'Israël 1975-1976 Championnat d'Israël 1977-1978
Le Championnat d'Israël de football 1976-1977 est la 25e édition de ce championnat.

## Classement[1]
| Rang | Équipe                  | Pts | J  | G  | N  | P  | Bp | Bc | Diff |
| ---- | ----------------------- | --- | -- | -- | -- | -- | -- | -- | ---- |
| 1    | Maccabi Tel-Aviv        | 42  | 30 | 16 | 10 | 4  | 47 | 26 | +21  |
| 2    | Maccabi Jaffa           | 39  | 30 | 15 | 9  | 6  | 29 | 17 | +12  |
| 3    | Betar Jérusalem         | 33  | 30 | 12 | 9  | 9  | 35 | 23 | +12  |
| 4    | Beitar Tel-Aviv         | 33  | 30 | 13 | 7  | 10 | 32 | 26 | +6   |
| 5    | Maccabi Netanya         | 33  | 30 | 12 | 9  | 9  | 40 | 34 | +6   |
| 6    | Hapoël Tel-Aviv         | 32  | 30 | 9  | 14 | 7  | 38 | 30 | +8   |
| 7    | Hapoël Yehud FC (en)    | 32  | 30 | 9  | 14 | 7  | 22 | 22 | 0    |
| 8    | Shimshon Tel-Aviv       | 31  | 30 | 10 | 11 | 9  | 33 | 32 | +1   |
| 9    | Hapoël Haïfa            | 29  | 30 | 9  | 11 | 10 | 26 | 24 | +2   |
| 10   | Hapoël Jérusalem FC     | 28  | 30 | 8  | 12 | 10 | 24 | 25 | -1   |
| 11   | Hapoël Acre             | 28  | 30 | 8  | 12 | 10 | 33 | 39 | -6   |
| 12   | Hakoah Amidar Ramat Gan | 27  | 30 | 7  | 13 | 10 | 25 | 29 | -4   |
| 13   | Hapoël Beer-Sheva       | 27  | 30 | 9  | 9  | 12 | 26 | 31 | -5   |
| 14   | Hapoël Kfar Sabah       | 25  | 30 | 6  | 13 | 11 | 37 | 41 | -4   |
| 15   | Maccabi Haïfa           | 24  | 30 | 7  | 10 | 13 | 25 | 42 | -17  |
| 16   | Maccabi Petah-Tikvah    | 17  | 30 | 5  | 7  | 18 | 20 | 51 | -31  |

|  | Champion |
|  | Relégué  |

## Bilan de la saison
| Tableau d'Honneur                |                  |
| Compétition                      | Vainqueur        |
| Championnat d'Israël de football | Maccabi Tel-Aviv |
| Coupe d'Israël de football       | Maccabi Tel-Aviv |

| Promotions et relégations |                                                      |
| Relégués en Liga Leumit   | Hapoël Kfar Sabah Maccabi Haïfa Maccabi Petah-Tikvah |
| Promus en Ligat ha'Al     | Hapoël Hadera                                        |